# Коста, Карла
Карла Кристина Мартинс да Коста (порт. Karla Cristina Martins da Costa) (род. 25 августа 1978, Бразилиа, Бразилия) — бразильская баскетболистка, выступающая в амплуа атакующего защитника. Трёхкратный участник Олимпийских игр (2004, 2008 и 2012). Неоднократный призёр чемпионата Америки в составе сборной Бразилии по баскетболу.

## Биография
Карла да Коста родилась в спортивной семье, папа её был руководителем местного спортивного клуба и под влиянием дяди и двоюродных братьев Карла стала заниматься баскетболом. В 1994 году Карла получила возможность выступать за профессиональный клуб из Кампинаса «Понте-Прета». Здесь она сыграла первые матчи на взрослом уровне и стала постоянно привлекаться в состав национальной сборной различных возрастов. В бразильских командах баскетболистка выиграла множество титулов, в том числе она 4 раза становилась чемпионкой Бразилии. В 2012 году в Эквадоре она вместе с командой стала победителем клубного чемпионата Южной Америки, Карла была признана MVP турнира, набрав 17,5 очка в среднем за матч. Три года подряд баскетболистка входит в «символическую пятёрку» национального чемпионата (2012, 2013, 2014).

### Карьера в Европе
После окончания розыгрыша Чемпионата штата Сан-Паулу Карла в январе 2004 года приехала в Новосибирск выступать за местную команду «Динамо-Энергия», где уже играла ещё одна бразильянка – Элен Лус.
Об игровом периоде в Сибири :

Мне удалось преодолеть трудности, с легкостью и юмором. Теперь у меня есть впечатление, что я могу жить где угодно. Что касается баскетбола, россиянки играют с меньшим контактом, больше на точность, чем на силу, как я побежала и доставила. В течение этих трех месяцев, научилась играть в более ритмичную игру и мое видение улучшилось.

Вместе с командой Карла заняла 4-е место в Чемпионате и Кубке России.
На следующий год, после окончании Чемпионата Бразилии (7-е место), в феврале 2005 года да Коста прибыла в Польшу, играть за «МТК» из Пабьянице в национальном первенстве. Результатом стало 4-е место в Чемпионате Польши.
| Клуб                           | Сезон | Чемп. | Чемп. | Чемп. | Чемп. |
| Клуб                           | Сезон | Игр   | Очк   | Подб  | Перед |
| ------------------------------ | ----- | ----- | ----- | ----- | ----- |
| «Динамо-Энергия» (Новосибирск) | 2004  | 13    | 5,4   | 1,4   | 0,6   |
| «МТК» (Пабьянице)              | 2005  | 15    | 10,4  | 3,2   | 2,5   |

### Статистика выступлений за сборную Бразилии (средний показатель)
| Сборная        | Сезон | Место | Чемпионат | Чемпионат | Чемпионат | Чемпионат |
| Сборная        | Сезон | Место | Игр       | Очк       | Подб      | Перед     |
| -------------- | ----- | ----- | --------- | --------- | --------- | --------- |
| ЧМ (до 19 лет) | 1997  | 4     | 6         | 6,7       | 1,7       | 0,3       |
| Олимпиада      | 2004  | 4     | 3         | 5,7       | 0,3       | 1,0       |
| Олимпиада      | 2008  | 11    | 4         | 3,8       | 2,2       | 1,8       |
| Олимпиада      | 2012  | 9     | 5         | 11,2      | 0,6       | 2,0       |
| ЧАм            | 2007  | 3     | 5         | 5,4       | 2,4       | 2,2       |
| ЧАм            | 2013  | 3     | 6         | 7,0       | 1,3       | 3,8       |
| ЧЮАм           | 2008  | 1     | 6         | 15,2*     | 1,7       | 2,3       |

* - лучший показатель в команде

## Достижения
- Бронзовый призёр чемпионата Америки: 2007, 2013
- Чемпион Южной Америки: 2008
- Чемпион молодёжного чемпионата Америки: 1996
- Чемпион Южной Америки среди клубов: 2012
- Чемпион Бразилии: 2000, 2012, 2014, 2015
- Серебряный призёр чемпионата Бразилии: 2006, 2007, 2008, 2013
- Чемпион штата Сан-Паулу: 1998, 1999, 2012, 2013